# Landorthe
Landorthe is een gemeente in het Franse departement Haute-Garonne (regio Occitanie). De plaats maakt deel uit van het arrondissement Saint-Gaudens. Landorthe telde op 1 januari 2022 1.028 inwoners.

## Geografie
De oppervlakte van Landorthe bedroeg op 1 januari 2022 9,65 vierkante kilometer; de bevolkingsdichtheid was toen 106,5 inwoners per km².

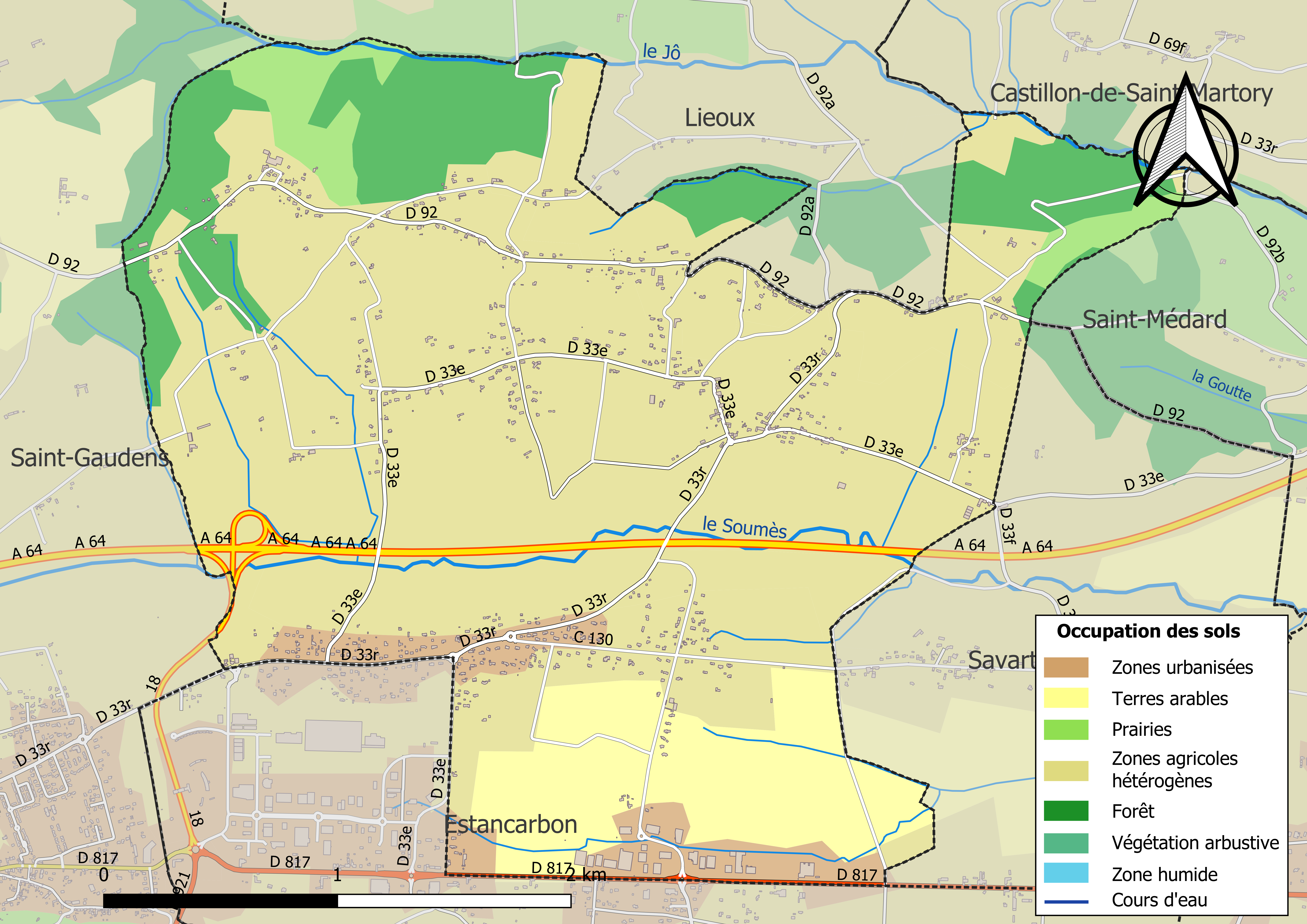
Kaart van de gemeente met belangrijkste infrastructuur, bodemgebruik en omliggende gemeenten

## Demografie
Onderstaande figuur toont het verloop van het inwonertal (bron: INSEE-tellingen).